# George Lawson (Mediziner)
George Lawson (* 23. August 1831 in London; † 12. Oktober 1903 ebenda) war ein britischer Augenchirurg. 

## Leben
Er war der zweite Sohn von William Lawson und dessen Frau Anne Norton.
Nach seiner Ausbildung an der Blackheath Schule (London) trat er 1848 in das King’s College Hospital ein. 1852 diente er ein Jahr lang als Hausarzt von Sir William Fergusson. 1852 wurde er Lizentiat des College of Surgeons und Lizentiat der Society of Apothecaries. Anfang 1854 trat Lawson als Assistenzarzt in die Armee ein, und im März desselben Jahres verließ er England mit dem ersten Truppenzug nach Malta. Bei Ausbruch des Krimkrieges wurde er mit der dritten Division unter General Sir Richard Bourke England zum Dienst in Varna abkommandiert; von Varna ging er auf die Krim. Er nahm an den Schlachten von Alma und Inkerman teil und wurde etwa Mitte Januar 1855 nach Balaclava geschickt. Im Mai 1855 erlitt er einen schweren Typhusanfall, gefolgt von einer vollständigen Querschnittslähmung. Obwohl er als Assistenzarzt des dritten Bataillons der Schützenbrigade zugelassen worden war, wurde er nach Hause geschickt und trat nach Kriegsende von seinem Amt zurück.
Lawson entschied sich dann, in London zu praktizieren. 1857 ließ er sich in der Park Street 63, Grosvenor Square, nieder und wandte seine Aufmerksamkeit mehr der Augenchirurgie zu, wahrscheinlich auf Anregung von Sir William Bowman, der als Assistenzchirurg am King’s College Hospital tätig war, während Lawson als Hausarzt tätig war. Als klinischer Assistent von Bowman am Royal London Ophthalmic Hospital in Moorfields wurde er 1862 nach der Pensionierung von Alfred Poland (1822–1872) zum Chirurgen des Krankenhauses gewählt, wurde 1867 zum Vollchirurgen und 1891 zum beratenden Chirurgen ernannt für kurze Zeit als Chirurg im Great Northern Hospital tätig. In das Middlesex Hospital wurde er 1863 zum Assistenzchirurgen, 1871 zum Chirurgen, 1878 zum Dozenten für Chirurgie und 1896 zum beratenden Chirurgen gewählt. Von 1884 bis 1892 war er Mitglied des Rates des College of Surgeons und 1886 wurde er zum Chirurgen und Augenarzt von Königin Victoria ernannt. Er starb am 12. Oktober 1903 in London und wurde in Hildenborough, Kent, beigesetzt. Er heiratete am 5. März 1863 Mary, die Tochter von William Thomson vom indischen Sanitätsdienst, mit der er sieben Söhne hatte.
Es darf angenommen werden, dass er der erste Arzt war, der ein Augenlid rekonstruiert hat.